# Solange ein Herz schlägt
Solange ein Herz schlägt (Originaltitel: Mildred Pierce) ist ein US-amerikanischer Spielfilm mit Film-noir-Elementen aus dem Jahr 1945 mit Joan Crawford unter der Regie von Michael Curtiz. Der Film brachte Joan Crawford auf der Oscarverleihung 1946 den Oscar als Beste Hauptdarstellerin ein. Er basiert auf dem gleichnamigen Roman von James M. Cain.

## Handlung
Monte Beragon wird in einem Strandhaus erschossen. Unmittelbar danach lockt Mildred Pierce ihren langjährigen Verehrer und Geschäftspartner Wally Fay unter dem Vorwand, sich mit ihm einzulassen, in das Strandhaus und lässt ihn allein mit der Leiche. Sie will ihm die Tat in die Schuhe schieben. Mildred kehrt in ihr Haus nach Pasadena zurück, wo sie ihrer Tochter Veda verspricht, dass alles gut werden wird. Später, auf dem Polizeirevier, gesteht ihr Ehemann Bert die Tat. Nun schildert Mildred den Hergang der Ereignisse aus ihrer Sicht.
Sie erzählt von materiellen Sorgen und der von emotionaler Leere geprägten Ehe mit Bert Pierce. Sie versucht alles, was in ihrer Macht steht, um ihren beiden Töchtern Veda und Kay ein besseres Leben zu bieten und verdient sich aus diesem Grund mit einem kleinen Cateringservice etwas Haushaltsgeld hinzu. Eines Tages erfährt Mildred, dass ihr Ehemann sie mit der Nachbarin betrügt. Die Eheleute trennen sich und Mildred versucht, einen Job zu bekommen, um sich und die Kinder über die Runden zu bringen. Da sie jedoch über keinerlei schulische Ausbildung verfügt, muss sich Mildred mit einer Anstellung als Kellnerin begnügen. Den Job hat sie der Freundlichkeit von Ida Corvin zu verdanken, die Mildreds Verzweiflung erkennt und ihr selbstlos eine Chance gibt. Rasch wird Mildred zur besten Kellnerin des Lokals und erhält entsprechend hohe Trinkgelder. Neben der Tätigkeit im Restaurant arbeitet Mildred auch jeweils bis spät in die Nacht für ihren Cateringservice. Schließlich eröffnet sie ihr eigenes Restaurant. Wally hilft ihr beim Kauf eines dafür geeigneten Gebäudes. Verkäufer ist der charmante, aber finanziell heruntergekommene Playboy Monte Beragon, in den sich Mildred augenblicklich verliebt.
Ida, die mittlerweile eine gute Freundin geworden ist, hilft Mildred bei der Organisation und den geschäftlichen Belangen. Gleichzeitig durchschaut sie jedoch den verdorbenen Charakter von Veda, die nach außen hin freundlich und liebevoll erscheint, tatsächlich jedoch einen tief empfundenen Hass auf ihre Mutter hegt. Veda ist durch und durch materialistisch eingestellt und verachtet Mildred wegen ihrer einfachen Herkunft. Mildred hat großen finanziellen Erfolg mit ihrem Restaurant und denkt über eine Expansion nach. Sie will diese Dinge mit Monte Beragon besprechen. Beide verbringen einen romantischen Tag in Montes Strandhaus. Bei ihrer Rückkehr muss sie jedoch erfahren, dass ihre jüngere Tochter Kay an einer Lungenentzündung schwer erkrankt ist. Das Kind stirbt kurze Zeit später und Mildred lebt von diesem Moment an nur noch für Veda, der sie nun jeden nur denkbaren Wunsch nach Luxus erfüllt.
Der Wille, ihrer Tochter ein Leben ohne materielle Sorgen zu ermöglichen, treibt Mildred an, ihren Traum von der Restaurantkette zu verwirklichen. Nachdem sie erkannt hat, wie sehr Monte hinter ihrem Geld her ist, bricht sie mit ihm. Gleichzeitig kommt heraus, dass Veda einen jungen Erben aus gutem Hause mit der Lüge von einer angeblichen Schwangerschaft in eine überhastete Ehe gezwungen hat. Wally handelt eine finanzielle Abfindung für die Annullierung der Ehe für Veda aus. Mildred erkennt endlich, wie abgrundtief ihre eigene Tochter sie hasst. Sie zerreißt den Scheck über die Abfindung, ohrfeigt Veda und wirft sie aus dem Haus. Am Ende siegen aber die mütterlichen Gefühle, und Mildred nimmt Veda wieder bei sich auf. Um ihrer Tochter den ersehnten gesellschaftlichen Glanz zu verschaffen, heiratet sie sogar Monte, der jedoch innerhalb von kürzester Zeit das gesamte Vermögen durchbringt und Mildred in den Bankrott treibt. Mildred ist gezwungen, ihre Anteile an der Restaurantkette an Wally zu verkaufen.
Auf der Polizeiwache gibt Mildred an, dass sie den Mord an Monte begangen hat. In der Zwischenzeit hat jedoch Veda den Mord gestanden. Sie hatte eine Affäre mit Monte und als dieser sich weigerte, Veda zu heiraten, ermordete sie ihn. Mildred kannte die Wahrheit und wollte die zu erwartende Strafe für die Tat auf sich nehmen.
Mildred trifft vor dem Polizeirevier auf ihren Ehemann Bert und verlässt mit ihm zusammen das Gebäude.

## Hintergrund
Joan Crawford wechselte Mitte 1943, nach 18 Jahren unter Vertrag bei MGM, in denen sie vom Starlet zu einem der größten und höchstbezahlten Stars aufgestiegen war, zu Warner Brothers. Ihre Karriere befand sich zu dem Zeitpunkt in einer tiefen Krise. Die Schauspielerin, die durch die Darstellung ambitionierter Frauen, die sich aus eigener Kraft eine Stellung in der Gesellschaft erkämpfen, bekannt wurde, bekam in den letzten Jahren vom Studio meist nur Rollen angeboten, die andere Stars abgelehnt hatten. Mit Katharine Hepburn, Greer Garson und Irene Dunne standen neue Konkurrentinnen um gehaltvolle Engagements bereit, die sich zudem des Wohlwollens von Studiochef Louis B. Mayer erfreuten.
Nach dem Misserfolg ihrer letzten beiden Streifen bat die Schauspielerin daher um Entlassung aus ihrem laufenden Vertrag. Sie akzeptierte das Angebot von Warner Brothers über $ 500.000 für drei Filme bei garantierter Mitsprache bei Drehbuch, Regisseur und Co-Stars. Das Studio engagierte zu dem Zeitpunkt ebenfalls Barbara Stanwyck und Rosalind Russell, um zunehmend auch das weibliche Publikum anzusprechen und um nicht länger nur auf die Dienste von Bette Davis angewiesen zu sein, die sich mit der Studioleitung in Dauerstreit befand. Die ersten Monate waren für Joan Crawford sehr schwer, da das Studio nicht mit geeigneten Drehbüchern herum kam. Entgegen mündlicher Zusagen wurde das Vorhaben, den Roman Ethan Frome von Edith Wharton zu verfilmen, gestoppt. Der einzige professionelle Auftritt in dieser Zeit war die Mitwirkung in der Propagandarevue Hollywood Canteen. Erst Mitte des Jahres 1944 entwickelten sich die Dinge in eine positive Richtung. Das Studio hatte sich nach dem Erfolg von Paramount Pictures mit der Verfilmung von Frau ohne Gewissen entschieden, ebenfalls einen Stoff von James M. Cain zu verfilmen. Warner Brothers hatten bereits die Rechte an dem Buch Mildred Pierce erworben und allmählich begannen die ersten Drehbuchfassungen zu zirkulieren. Die Wahl der Schauspielerin für den Part der Mildred gestaltete sich als sehr schwierig. Eine allererste Drehbuchfassung wurde Ann Sheridan angeboten, die sich entsetzt zeigte, die Mutter eines mörderischen Teenagers zu spielen.
Nach einer erneuten Überarbeitung, die den Charakter von Mildred weicher zeichnete und bestimmte Aspekte zwischen Mutter und Tochter entschärfte, wollte Barbara Stanwyck, die für Frau ohne Gewissen für den Oscar als beste Hauptdarstellerin nominiert war, die Hauptrolle übernehmen. Regisseur Michael Curtiz zeigte sich von der Idee sehr angetan und er setzte sich vehement für Stanwyck ein. Es war Produzent Jerry Wald, der an Joan Crawford dachte. Er sandte ihr einen Entwurf des Drehbuchs und die Schauspielerin erklärte sich bereit, sich zum ersten Mal in ihrer gesamten Karriere einem Casting zu unterwerfen. Sie überzeugte den widerstrebenden Curtiz und bekam die Rolle. Auf ihr Hinwirken hin wurde das Alter von Mildred um fünf Jahre nach unten korrigiert und ihre soziale Stellung zu Beginn des Films erheblich angehoben. Crawford war es auch, die Shirley Temple für die Rolle der Veda vorschlug. Temple, die nach dem Ende ihrer Karriere als Kinderstar auf der Suche nach einem reiferen Image war, lehnte das Angebot jedoch ab. Auch Michael Curtiz war nicht angetan von der Idee. Er blaffte Crawford vor der gesamten Crew an:

„Und wer soll Mildreds Liebhaber spielen? Mickey Rooney?“

Am Ende bekam Ann Blyth den Zuschlag. Die beiden Schauspielerinnen kamen während der Dreharbeiten sehr gut miteinander aus und Crawford bemühte sich, der unerfahrenen Blyth bei ihren Szenen zu helfen. Nach einigen Scharmützeln rauften sich auch Crawford und Curtiz zusammen. Beide sollten später noch Die Straße der Erfolgreichen drehen.

## Kinoauswertung
Die Kosten für die Produktion von Solange ein Herz schlägt beliefen sich am Ende auf 1.450.000 US-Dollar, was ungefähr dem durchschnittlichen Budget für einen A-Film entsprach. Im Inland spielte der Film die hohe Summe von 3.483.000 US-Dollar ein. Dazu kamen Auslandseinnahmen in Höhe von 2.155.000 US-Dollar hinzu. Die kumulierten Gesamteinnahmen von 5.638.000 US-Dollar machten aus Solange ein Herz schlägt nicht nur den bislang kommerziell erfolgreichsten Film von Joan Crawford, sondern auch den Film mit den höchsten Einnahmen des Gesamtjahres für die Produktionsfirma.

## Kritiken
Thomas M. Pryor fand in der New York Times lobende Worte für Film und Hauptdarstellerin.

„Joan Crawford spielt eine problembeladene Dame und gibt eine wahrhaftige und insgesamt zufriedenstellende Leistung [...] "Solange ein Herz schlägt" ist genau das bewegende Drama, auf das Sie gewartet haben.“

TV Guide Online war im Abstand einiger Jahrzehnte immer noch voll des Lob und der Anerkennung:

„Alles an „Solange ein Herz schlägt“ ist erstklassig, von den ausgezeichneten Produktionswerten über Curtiz' wunderbar austarierte Regie, die sich keinerlei Rührseligkeiten erlaubt.“

Auch das Lexikon des internationalen Films beschied Freundliches:

„Routiniert und dicht inszeniertes Melodram, das vor allem durch Joan Crawfords beachtliche Interpretation der Hauptrolle auffällt.“

## Auszeichnungen
Solange ein Herz schlägt ging mit sechs Nominierungen in die Oscarverleihung 1946 und gewann dabei am Ende in einer Kategorie.
- Beste Hauptdarstellerin – Joan Crawford – Gewonnen
- Beste Nebendarstellerin – Eve Arden und Ann Blyth
- Bestes adaptiertes Drehbuch – Ranald MacDougall
- Beste Kamera in einem Schwarzweiß Film – Ernest Haller
- Bester Film

Crawford ging nicht persönlich zur Verleihung.
1945 National Board of Review
- "Beste Hauptdarstellerin" – Joan Crawford

1996
- Aufnahme ins National Film Registry

## Synchronisation
Die erste deutsche Synchronfassung entstand zur deutschen Kinopremiere im Jahre 1950, die zweite etwa in den 1970ern für das Fernsehen.
| Rolle                  | Schauspieler  | 1. Synchronfassung     | 2. Synchronfassung    |
| ---------------------- | ------------- | ---------------------- | --------------------- |
| Mildred Pierce Beragon | Joan Crawford | Eva Eras               | Rosemarie Fendel      |
| Wally Fay              | Jack Carson   | Curt Ackermann         | Thomas Braut          |
| Bert Pierce            | Bruce Bennett | Ernst Fritz Fürbringer | Niels Clausnitzer     |
| Veda Pierce            | Ann Blyth     |                        | Constanze Engelbrecht |
| Monty Beragon          | Zachary Scott |                        | Randolf Kronberg      |
| Ida Corwin             | Eve Arden     |                        | Renate Grosser        |
| Hafenpolizist          | Garry Owen    | Wolfgang Preiss        |                       |